# Kisköre
Kisköre [kiškere] je město a rekreační středisko v Maďarsku v župě Heves, spadající pod okres Heves. Leží u řeky Tisy u jezera Tisza-tó, blízko hranice se župou Jász-Nagykun-Szolnok, od župního města Egeru se nachází asi 41 km jihovýchodně. V roce 2015 zde žilo 2 911 obyvatel. Podle údajů z roku 2001 zde bylo 87 % obyvatel maďarské, 12 % romské a 1 % jiných národností.
Nachází se zde vodní elektrárna. Jsou zde vybudovány dva mosty přes Tiszu, jeden leží na hlavní silnici 3209, je ale velice složité se přes něj dostat, protože je silniční a železniční zároveň a má pouze jeden jízdní pruh. Druhý můstek se nachází u elektrárny, má ale také pouze jeden jízdní pruh a maximální povolená rychlost je zde 10 km/h.
Nejbližšími městy jsou Abádszalók a Heves. Blízko jsou též obce Hevesvezekény, Kömlő, Tarnaszentmiklós, Tiszabura a Tiszanána.